# UPS Airlines
UPS Airlines è una compagnia aerea maggiore cargo con sede a Louisville, in Kentucky. La quarta compagnia aerea cargo al mondo (in termini di volume di merci trasportate), UPS Airlines vola verso 815 destinazioni in tutto il mondo. Una sussidiaria interamente controllata da UPS (United Parcel Service) sin dal suo lancio nel 1988, la compagnia aerea ha segnato il suo 30º anno di attività nel 2018.
In linea con le compagnie aeree passeggeri, UPS Airlines opera con il modello hub and spoke. Con sede a Worldport presso l'aeroporto Internazionale di Louisville, la compagnia aerea ha diversi hub secondari negli Stati Uniti d'America e hub internazionali in Germania, Cina e Hong Kong.
I piloti di UPS Airlines sono rappresentati dalla Independent Pilots Association.

## Storia

### 1929-1931: primi servizi aerei di UPS

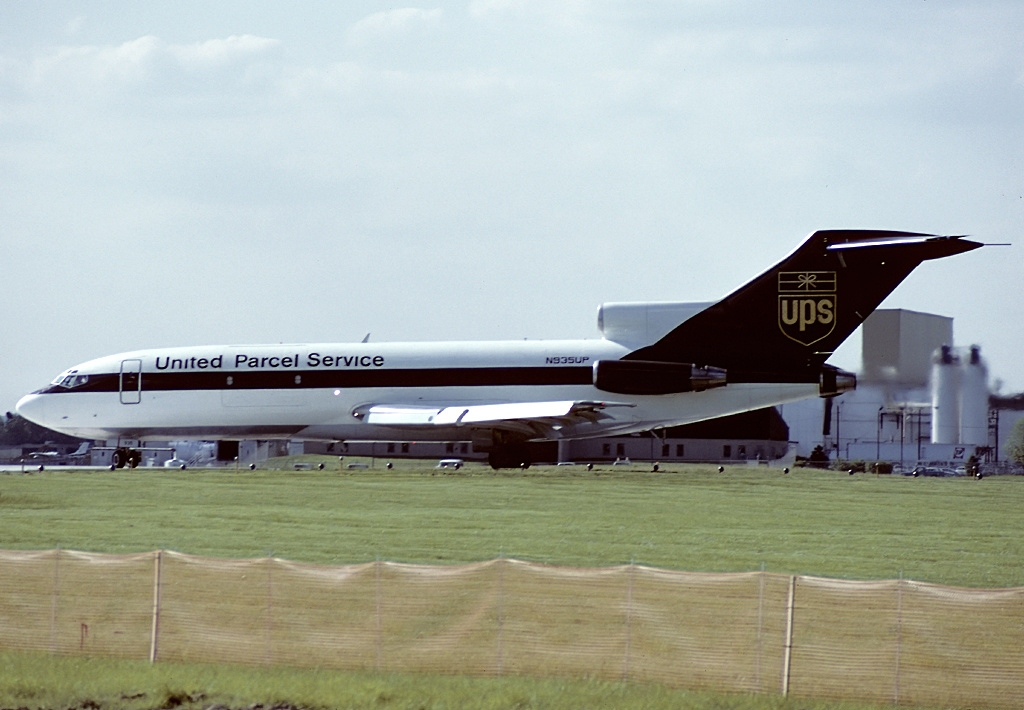
Un Boeing 727-100 nella prima livrea a Louisville, Kentucky.

L'origine del trasporto di pacchi per via aerea per UPS (allora United Parcel Service) risale al 1929; proprio come il servizio postale degli Stati Uniti d'America, i pacchi di UPS venivano trasportati come bagaglio sui voli delle compagnie aeree commerciali. Molti pacchi venivano portati dai Ford Trimotor della United Airlines. Dopo il Martedì Nero e l'inizio della Grande Depressione, il servizio aereo venne interrotto prima della fine del 1931. Tuttavia, il servizio aereo avrebbe portato all'espansione oltre la costa occidentale; nel 1930, la società trasferì le attività da Oakland a New York e stabilì attività anche in altre regioni del paese.

### Anni '50 - '70: pacchi come bagagli
Dopo la seconda guerra mondiale, UPS rivisitò l'idea di spedire i pacchi per via aerea. A partire dal 1953, la consegna in 2 giorni fu offerta su pacchi da costa a costa; il servizio si chiamava Blue Label Air. Come in precedenza, il volume dei pacchi di UPS veniva trasportato sui voli delle compagnie aeree commerciali. Inizialmente non redditizia, Blue Label Air divenne popolare poiché la sua velocità creò una domanda sufficiente per mantenere un profitto.
Nel 1975, UPS iniziò le sue prime operazioni internazionali espandendosi in Canada, con un'ulteriore espansione verso la Germania Ovest un anno dopo.
Poiché UPS era diventata un'azienda internazionale, l'accesso ad aerei di proprietà era diventato un problema più evidente. Nel 1976, la concorrente FedEx Express (che possedeva la propria flotta di aerei) aveva realizzato un grande profitto, dimostrando aziende di quel tipo non dovevano fare affidamento esclusivamente su aerei commerciali per trasportare le merci.
Nel 1978, l'Airline Deregulation Act diede a UPS un'opportunità significativa: la compagnia poteva ora creare una propria compagnia aerea e volare da una città all'altra avrebbe richiesto molti meno ostacoli legislativi poiché il governo federale ora incoraggiava la concorrenza tra le compagnie aeree.

### Anni '80: fondazione di UPS Airlines
Nel 1980 UPS aprì il suo primo importante hub per lo smistamento dei pacchi trasportati dagli aerei, situato a Louisville, nel Kentucky. Situata nel punto più occidentale del fuso orario orientale, Louisville è accessibile attraverso la maggior parte degli Stati Uniti d'America contigui in meno di tre ore. A differenza del principale concorrente FedEx Express (che possedeva propri aerei), all'inizio degli anni '80, le operazioni aeree di UPS furono intraprese da diversi appaltatori, tra cui Evergreen International Airlines, Interstate Airlines, Ryan Air e Orion Air. Tramite i suoi appaltatori, UPS poteva trasportare i suoi pacchi utilizzando una flotta di aerei commerciali, tra cui Boeing 727-100, 727-200, Douglas DC-8 e Boeing 747-100.
Nel 1982, UPS introdusse il servizio Next-Day Air, garantendo la consegna durante la notte per alcuni pacchi.
Per espandere la sua rete di volo, UPS aprì una struttura di distribuzione ad Anchorage nel 1985. Simile a Louisville, Anchorage venne scelta per la sua posizione geografica strategica, accessibile al 90% del mondo industrializzato in meno di 9 ore e mezzo di distanza di volo.
Nel 1986, nel tentativo di ottenere i diritti di servizio in Giappone, UPS stipulò una joint venture con DHL, denominata International Parcel Express (IPX). IPX venne rifiutata dal Giappone, portando UPS ad acquistare la quota di DHL della joint venture nel 1987. Alla fine del 1987, UPS interruppe l'utilizzo dei voli a contratto da parte di Evergreen, Ryan e Orion. Utilizzando il certificato di volo destinato alla joint venture IPX, la ribattezzata UPS Airlines iniziò le operazioni il 1° febbraio 1988, assumendo molti equipaggi di volo da Orion Air.

### Anni '90: espansione della rete

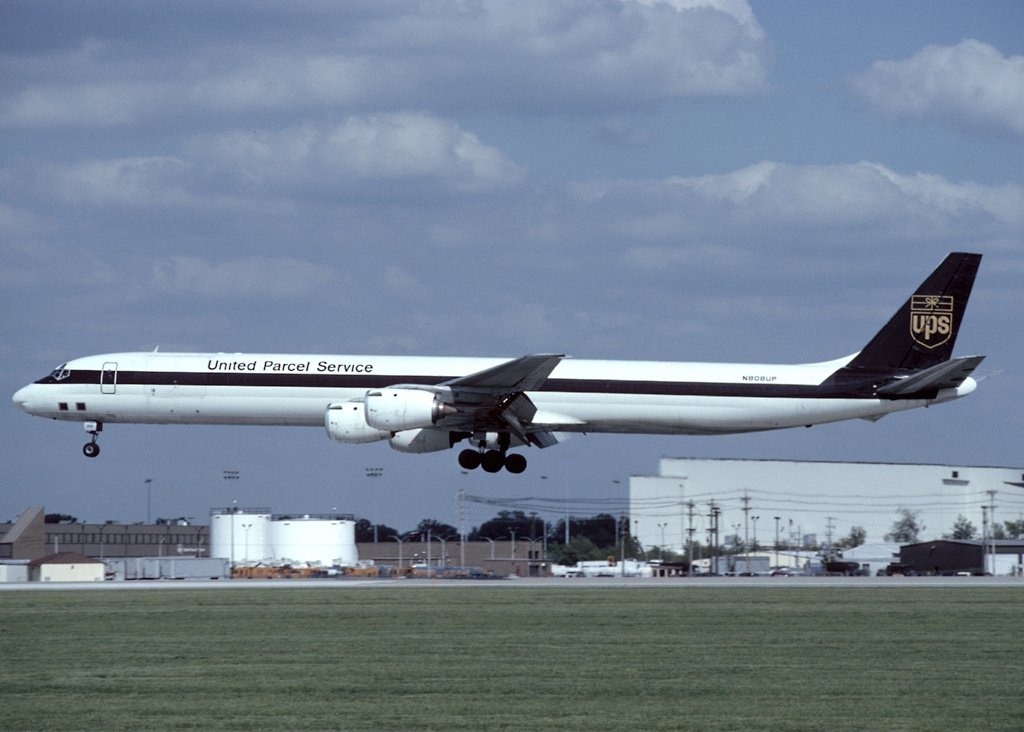
Un Douglas DC-8-73 nella prima livrea in atterraggio a Louisville, Kentucky.

Alla fondazione di UPS Airlines nel 1988, la compagnia gestiva una rete di rotte che serviva 41 paesi che collegavano gli Stati Uniti d'America e il Canada con l'Asia e l'Europa. Per espandere e modernizzare la sua flotta di jet, alla fine del 1987, UPS acquistò varianti cargo dedicate del Boeing 757. Nel 1995, UPS acquistò un secondo tipo di aeromobile da Boeing, il Boeing 767 cargo. Cliente di lancio di entrambi gli aeromobili, UPS Airlines avrebbe acquistato 75 757 e 32 767, più che raddoppiando le dimensioni della sua flotta.
Per aggiornare il velivolo più vecchio della sua flotta, venne introdotta la conversione 727-100QF (QF = Quiet Freighter). La conversione QF cambiava i motori dei 727 da Pratt & Whitney JT8D a turboventola Rolls-Royce Tay.
Nel 1991, per acquisire la capacità di effettuare voli cargo nazionali in Europa, UPS strinse una partnership con la compagnia aerea danese Star Air (parte del conglomerato Maersk), noleggiando diversi 727 cargo alla compagnia (successivamente sostituiti da 757 cargo).
All'inizio degli anni '90, per aggiungere capacità alla propria rete, UPS Airlines aprì ulteriori hub, tra cui Rockford, in Illinois (presso Chicago) e Filadelfia; vennero aperti hub secondari a Dallas-Fort Worth; Columbia, South Carolina; e Ontario, California (Los Angeles).
Con la maggior parte dei suoi aerei che volavano principalmente nei giorni feriali, la compagnia aerea cercava di trovare altri modi per produrre reddito dalla sua flotta. Negli anni '90, otto 727 cargo vennero convertiti (al costo di $2,5 milioni ciascuno) in cargo 727-100QC (QC = Quick Change) con la possibilità di essere riconvertiti in aerei passeggeri ai fini di voli charter. Dopo risultati deludenti, nel 2001, UPS terminò questi servizi.

### Anni 2000: Worldport e diversificazione della rete

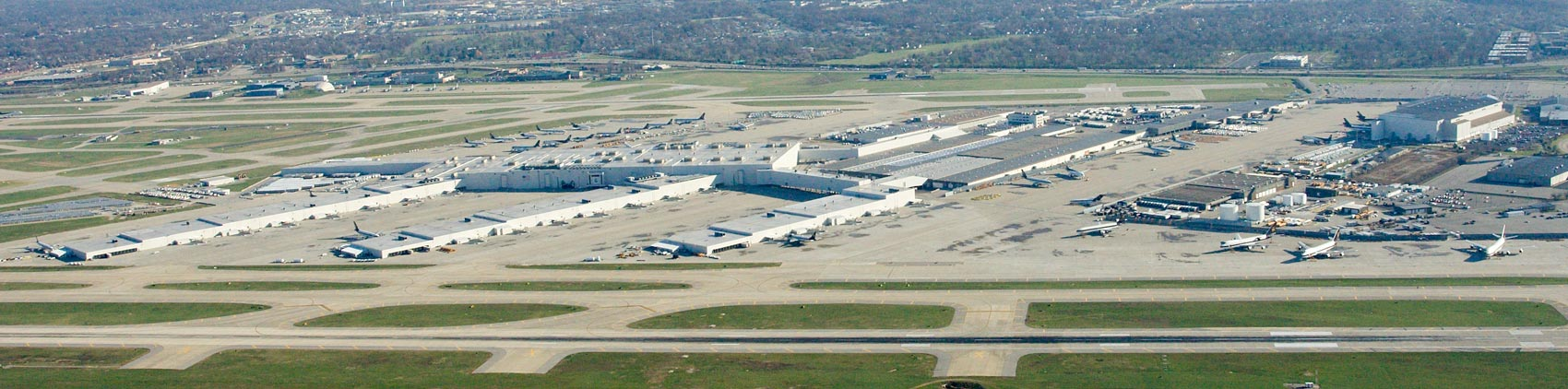
Il Worldport di UPS Airlines a Louisville, Kentucky.

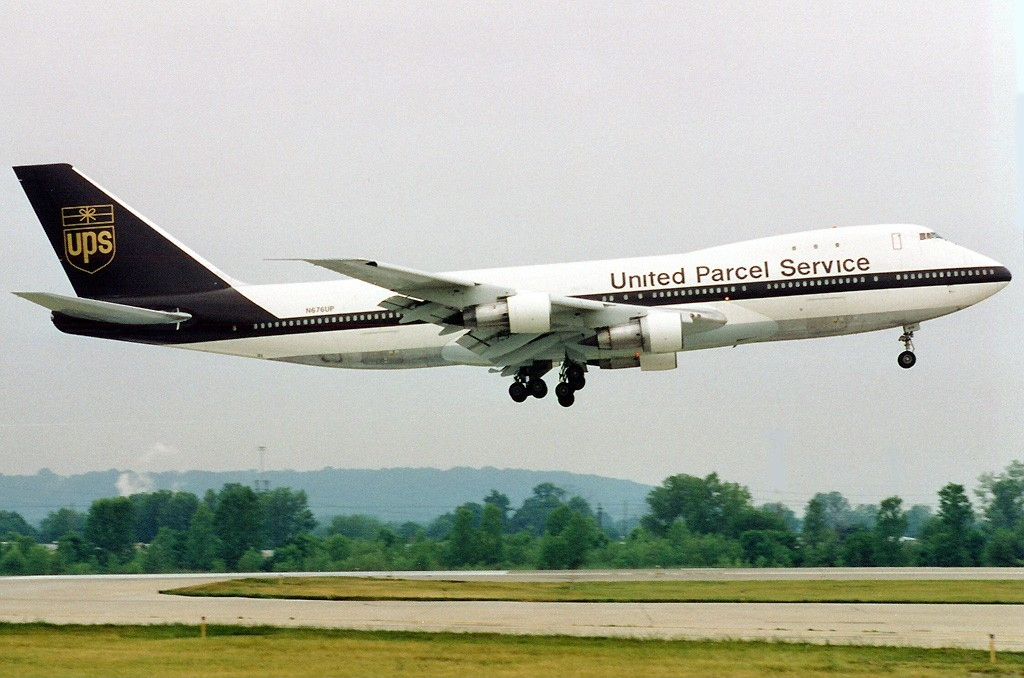
Un Boeing 747-100 nella prima livrea.

In seguito all'aggiunta di hub primari e secondari alla rete aerea negli anni '90, per gran parte del decennio successivo, una domanda aggiuntiva portò a una massiccia espansione del suo hub aereo centrale di Louisville. Dal 1999 al 2002, con un'espansione di un miliardo di dollari, l'hub di Louisville venne raddoppiato di dimensioni (a 4 milioni di piedi quadrati, circa 37ha), con l'hub che adottò il nome del progetto di espansione, Worldport. Come parte dell'acquisto del 2004 di Menlo Worldwide Forwarding, nel 2006 venne completata una seconda espansione per espandere le operazioni di trasporto pesante nei sistemi UPS; espansioni simili vennero aggiunte ai più grandi hub UPS negli Stati Uniti. Dal 2006 al 2010, una terza espansione aggiunse oltre 1 milione di piedi quadrati all'impianto di Worldport (a 5,2 milioni di piedi quadrati) e ulteriore spazio sulle rampe per gli aerei.
Durante gli anni 2000, UPS compì ulteriori sforzi per espandere la propria rete di voli. Nel 2000, la società acquisì Challenge Air Cargo per espandere i propri servizi in America Latina. In un nuovo concetto, UPS introdusse diversi voli "intorno al mondo"; provenienti da Louisville, i voli a lungo raggio hanno diversi scali intermedi in Europa, Medio Oriente e Asia, prima di tornare a Worldport. Nell'aprile 2001, UPS Airlines lanciò i suoi primi voli diretti per la Cina, fornendo un servizio sei giorni alla settimana. Nel 2004, la società madre UPS acquisì Menlo Worldwide Forwarding (il successore di Emery Worldwide) per espandere le sue operazioni di trasporto pesante.

#### Modernizzazione della flotta

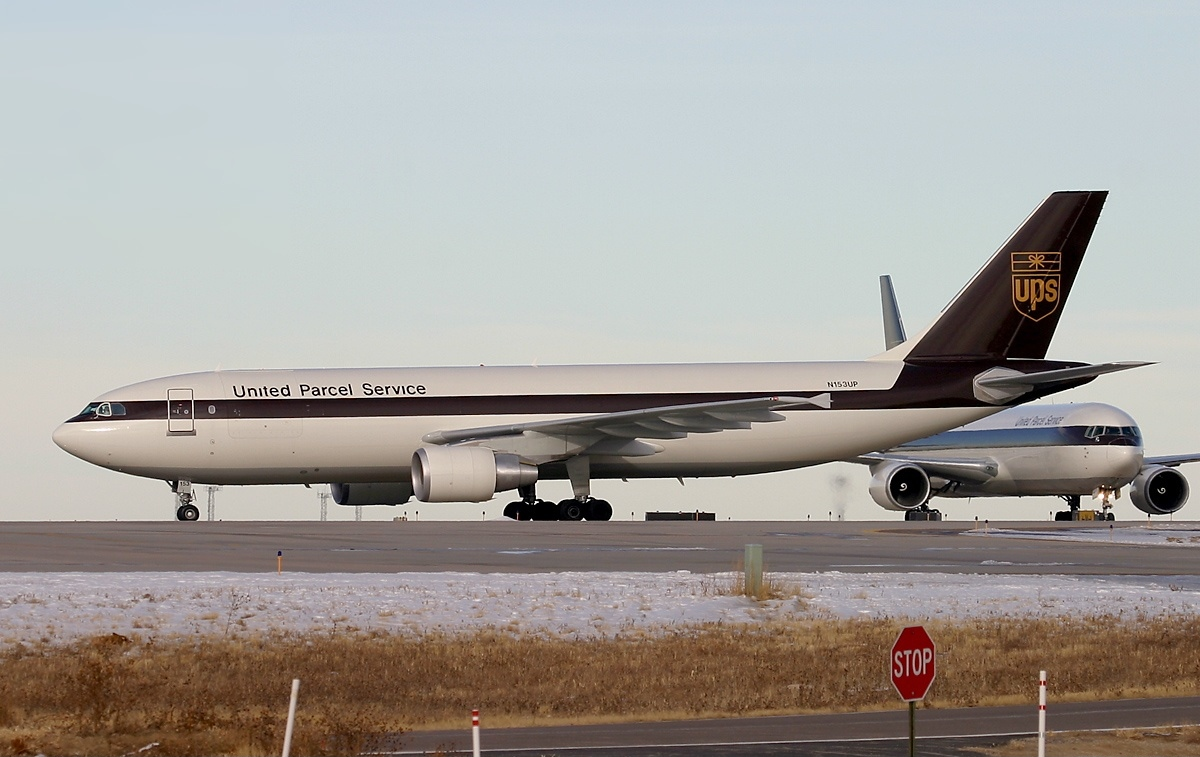
Un Airbus A300 nella prima livrea.

Durante gli anni 2000, la composizione della flotta di UPS Airlines subì notevoli cambiamenti. Nell'ambito di un acquisto da 5 miliardi di dollari di 60 aeromobili, UPS introdusse gradualmente i suoi primi Airbus A300 cargo nel 2000 (il suo primo aeromobile Airbus). Lo stesso anno, la compagnia aerea annunciò un acquisto da 2 miliardi di dollari di 13 McDonnell Douglas MD-11F (con un'opzione aggiuntiva per 22); a differenza degli A300F, gli MD-11 erano conversioni di esemplari passeggeri ritirati di recente.
Come parte del rebranding dell'azienda da United Parcel Service a UPS all'inizio del 2003, la compagnia ridisegnò la livrea dei suoi aerei, con il logo a "scudo" dell'azienda ridisegnato sullo stabilizzatore verticale.
Nel gennaio 2005, UPS Airlines divenne la seconda compagnia aerea (dopo FedEx Express) ad ordinare l'Airbus A380-800F, effettuando un ordine per 10 aeromobili (con un'opzione per altri 10). Configurato per caricare tre ponti di merci (uno in più di un Boeing 747 e altri aeromobili widebody), l'A380 cargo sarebbe entrato in servizio tra il 2009 e il 2012. In base ai termini dell'acquisto dell'A380, UPS ridusse il suo ordine per A300 da 90 a 53. Per modernizzare la sua flotta wide-body esistente, furono ordinati 11 MD-11F aggiuntivi e 8 Boeing 747-400F.
Nel febbraio 2007, UPS Airlines quasi raddoppiò le dimensioni della sua flotta di 767, poiché era stato effettuato un ordine per 27 esemplari aggiuntivi, entrati in servizio tra il 2009 e il 2012. Dopo anni di ritardi da parte di Airbus, nel marzo 2007 UPS annullò l'acquisto dell'Airbus A380F; questo progetto di modello di aereo non è stato mai portato a termine.
Nel 2007, ulteriori MD-11 e 747-400 entrarono in servizio, portando la compagnia aerea a eliminare gradualmente il suo velivolo più vecchio dalla flotta. Inizialmente, i Boeing 727 cargo (il velivolo più vecchio e di capacità inferiore) furono ritirati, sostituiti sulle rotte dai Boeing 757 cargo. Durante il 2008 e il 2009, anche i 747-100 e 747-200 vennero ritirati, sostituiti dai 747-400 e dagli MD-11F. Nel 2009, UPS Airlines ritirò la sua intera flotta di DC-8; all'epoca, i suoi 44 aerei rappresentavano quasi la metà della flotta di DC-8 ancora attiva.

### Anni 2010: Flying further

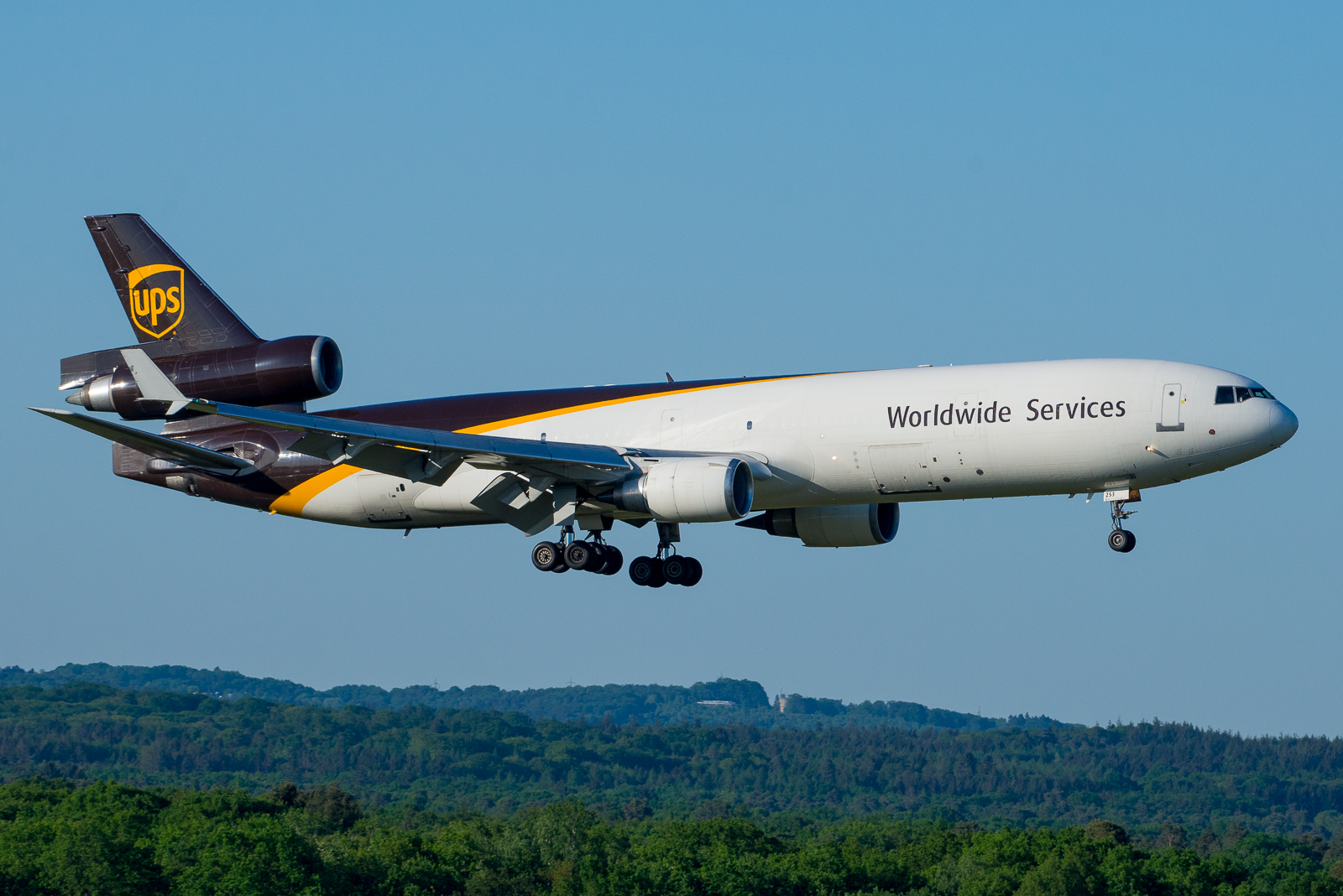
Un McDonnell Douglas MD-11.

L'8 febbraio 2010, UPS annunciò l'intenzione di licenziare almeno 300 piloti tra il 2010 e il 2011, annullando un accordo del 2009 tra la società e l'Independent Pilots Association. I restanti piloti dimostrarono un'unità senza precedenti non facendo gli straordinari mentre i colleghi erano stati licenziati. UPS decise di ridurre i licenziamenti a 109 piloti. L'ultimo congedo avvenne nell'agosto 2010. UPS decise di richiamare i piloti al lavoro nel dicembre 2011. Il congedo si concluse ufficialmente a maggio 2014 quando il primo pilota congedato tornò al lavoro. Il 1º settembre 2016, UPS e l'IPA firmarono un nuovo contratto di 5 anni. Le componenti chiave dell'accordo furono: aumenti immediati del 14,65% e bonus alla firma in luogo della retribuzione retroattiva; aumento del 3% annuo del salario per tutta la durata del contratto; maggiori benefici pensionistici; miglioramenti al riposo dell'equipaggio, inclusi limiti ridotti del periodo di servizio per i voli notturni e internazionali; ulteriori strutture per dormire presso i principali gateway; e moduli per dormire nei Boeing 767.
Nel 2014, la flotta di 767 venne modificata per rendere tutti gli aeromobili esistenti e tutti quelli in ordine dotati di winglets. Sebbene alte più di 10 piedi, le alette sono state ottimizzate per ridurre la resistenza, riducendo di conseguenza il consumo di carburante e le emissioni. Nel 2017, 3 767-300ER sono stati acquistati da Japan Airlines, diventando i primi 767 convertiti per UPS.
Nell'ottobre 2016, UPS Airlines ha annunciato un accordo da 5,2 miliardi di dollari per l'acquisto di 14 aerei cargo Boeing 747-8F (con un'opzione per altri 14). Mentre inizialmente pianificava di terminare la produzione del 747 entro il 2020, insieme all'acquisto di UPS, Boeing citò la sostituzione di aeromobili più vecchi, l'e-commerce e la domanda di aeromobili più grandi su rotte internazionali come giustificazione per mantenere il 747. Nel febbraio 2018, UPS esercitò la sua opzione di acquistare altri 14 747-8 cargo, rendendo UPS il più grande operatore del 747-8 al mondo. Come parte dell'opzione, UPS acquistò anche 4 ulteriori Boeing 767-300F, consegnati entro il 2022.
L'introduzione della flotta di 747-8F consente a UPS di introdurre il suo volo più lungo in assoluto, volando senza scalo da Louisville (Worldport) al suo gateway nell'aeroporto Internazionale di Dubai (quasi 6.700 miglia). Il segmento di volo fa parte del "giro del mondo" che fa scalo al suo hub a Shenzen, in Cina, e fa un'altra sosta all'aeroporto Internazionale Ted Stevens Anchorage in Alaska prima di tornare a Louisville.

## Identità aziendale

### Livrea

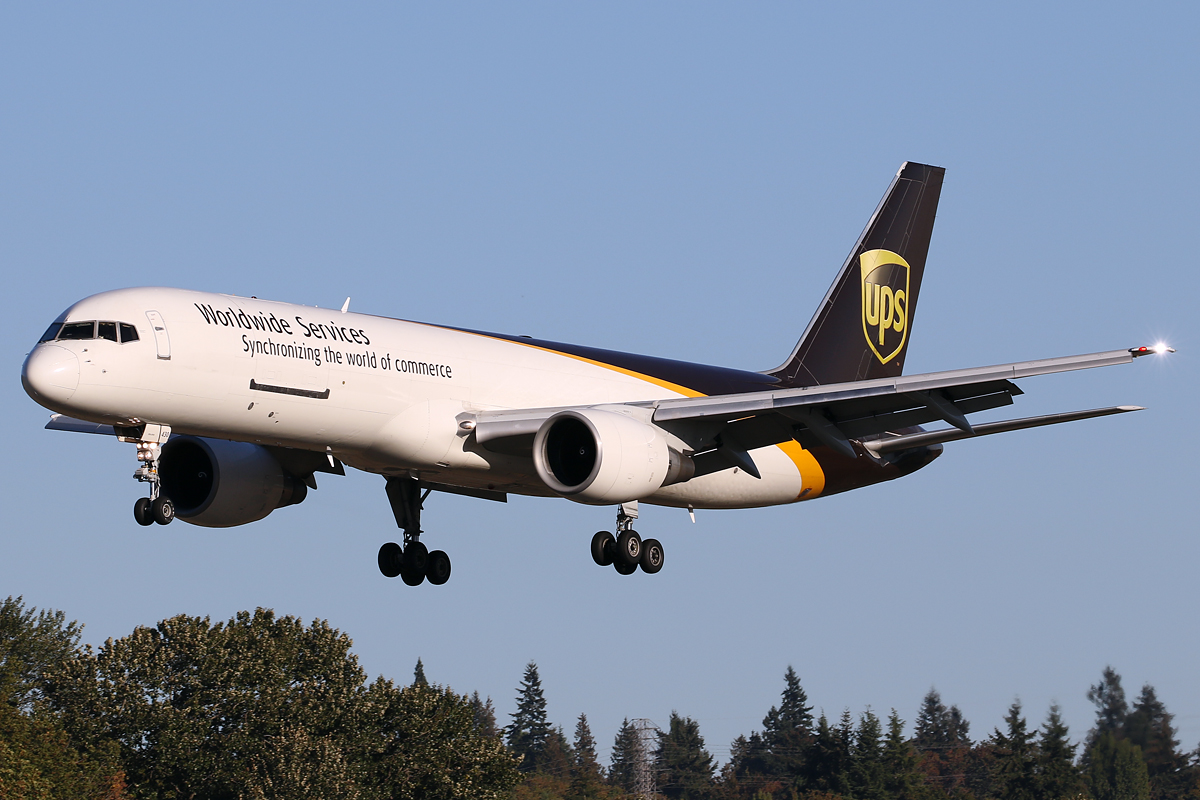
Un Boeing 757-200PF nella seconda livrea.

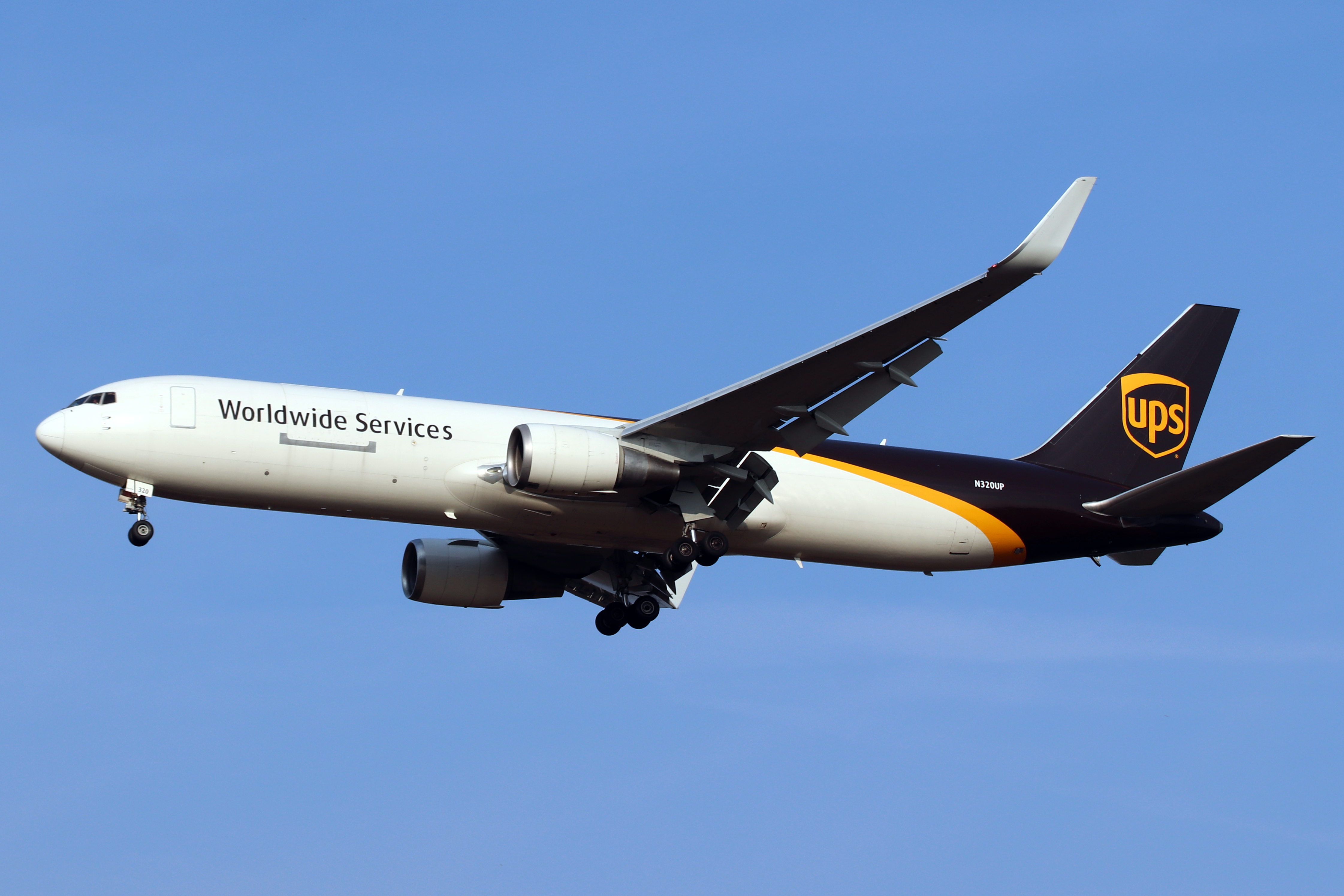
Un Boeing 767-300F nella seconda livrea in atterraggio a Colonia.

#### 1988-2003: United Parcel Service
Dalla sua formazione 1988 al 2003, UPS Airlines ha utilizzato una livrea bicolore marrone e bianco sui suoi aerei. La maggior parte della fusoliera era dipinta di bianco con lo stabilizzatore verticale dipinto nello stesso UPS Brown dei suoi veicoli per le consegne. Sulla linea centrale della fusoliera è stata applicata una cheatline marrone; poiché la sua flotta di 727, DC-8, MD-11 e 747 era composta da esemplari convertiti da versioni passeggeri, ciò venne stato fatto per coprire ulteriormente i finestrini. Sul terzo anteriore della fusoliera sopra la cheatline era dipinto: "United Parcel Service".

#### 2003-2014: Worldwide Services: Synchronizing the world of commerce
Nel 2003, per commemorare il cambio di nome ufficiale di United Parcel Service in UPS, il logo dell'azienda è stato ridisegnato insieme a una riprogettazione della livrea. Con quasi tutta la fusoliera dipinta di bianco, la parte marrone della coda è stata cambiata per spostarsi sopra la fusoliera posteriore, arrivando a un punto vicino alla parte anteriore dell'ala; le parti bianche e marroni della fusoliera erano separate da una striscia dorata. Al posto di "United Parcel Service" è stato dipinto in due righe: "Worldwide Services: Synchronizing the world of commerce". Gli unici aeromobili della flotta che non adottarono mai la livrea "Worldwide Services" erano i Boeing 747-100, Boeing 747-200 e i Boeing 727, poiché questi erano in fase di graduale dismissione.

#### 2014-presente: Servizi in tutto il mondo
Nel 2014, in linea con i veicoli di consegna UPS, UPS Airlines ha introdotto gradualmente una versione rivista della sua livrea "Worldwide Services", rimuovendo la frase "Synchronizing the world of commerce" dalla fusoliera. L'emblema UPS e la striscia dorata del corpo sono dipinti in modo più luminoso, con l'ombreggiatura sfumata rimossa. Insieme all'entrata in servizio degli aeromobili, la livrea è stata introdotta gradualmente nella flotta aerea mentre gli aeromobili sono stati sottoposti a riverniciatura per manutenzione, con Dean Baldwin Painting al Grissom Aeroplex a Peru, in Indiana (a 40 minuti di volo da Worldport) che ha aggiornato gli esterni.

### Hub

#### Hub nazionali
Ogni giorno, UPS Airlines vola in oltre 220 paesi e territori in tutto il mondo, servendo oltre 400 aeroporti statunitensi con 936 segmenti di volo e oltre 400 aeroporti internazionali con 755 segmenti di volo. Utilizzando il tradizionale modello hub-and-spoke, la compagnia opera attraverso la sua struttura centrale, Worldport, a Louisville, in Kentucky. Inoltre, l'azienda gestisce diverse strutture a livello regionale negli Stati Uniti.
- Aeroporto Internazionale di Louisville-Standiford: a Louisville, in Kentucky, hub principale di UPS Airlines, sede di Worldport e sede centrale di UPS Airlines. Con circa 251 voli in entrata e in uscita al giorno, l'area di servizio è per oltre 200 paesi in tutto il mondo. Ogni ora circa, la struttura gestisce 416 000 pacchi. Insieme alla struttura Worldport di 480 000 m² (5 200 000 piedi quadrati), UPS gestisce anche una struttura merci di 654 000 piedi quadrati (60 800 m²) all'aeroporto.[22]
- Aeroporto Internazionale di Chicago Rockford: il secondo hub di UPS Airlines in termini di volume medio giornaliero di pacchi. 85 miglia a nord-ovest di Chicago, il Rockford Regional Air Hub serve direttamente Massachusetts, Connecticut, Rhode Island, New York, Maryland, Washington (distretto federale), Michigan, Minnesota, Texas, California, Arizona e Washington. Ogni ora circa, la struttura gestisce 121 000 pacchi. Insieme all'impianto di smistamento da 586 000 piedi quadrati (54 400 m²), UPS gestisce anche un impianto di trasporto merci da 65 000 piedi quadrati (6 000 m²); la rampa di UPS da 50 acri (20 ha) dispone di parcheggio per 40 aeromobili, il più grande al di fuori di Worldport.[22]
- Aeroporto Internazionale di Filadelfia: la seconda struttura UPS più trafficata del Nord America, in termini di voli giornalieri. L'hub della regione della costa orientale serve direttamente Maine, New Hampshire, Vermont, New York, New Jersey, Massachusetts, Connecticut, Rhode Island, Pennsylvania, Maryland, Delaware, Washington (distretto federale), Virginia, Virginia occidentale, Carolina del Sud, Georgia, Illinois, Minnesota, Nevada e California. Circa ogni ora, la struttura gestisce 95 000 pacchi. Insieme all'impianto di smistamento pacchi di 63 300 m² (681 000 piedi quadrati), UPS gestisce anche un impianto di trasporto merci di 6 100 m² (66 000 piedi quadrati).[22]
- Aeroporto Internazionale di Ontario: a 35 miglia a est di Los Angeles, lo hub della regione della costa occidentale serve direttamente California, Oregon, Washington, Idaho, Nevada, Montana, Utah, Arizona, Nuovo Messico, Colorado, Wyoming, Kansas e Nebraska insieme ad Alaska e Hawaii. Ogni ora circa, la struttura gestisce 67 000 pacchi. Insieme alla struttura di smistamento pacchi di 779 000 piedi quadrati (72 400 m²), UPS gestisce anche una struttura di trasporto merci di 49 000 piedi quadrati (4 600 m²).[22]
- Aeroporto Internazionale di Dallas-Fort Worth: l'hub della regione sud-occidentale serve direttamente Texas, Louisiana, Mississippi, Arkansas, Oklahoma, Nuovo Messico, Arizona, Nevada, California, Oregon, Hawaii, New York, Pennsylvania, Maryland, Delaware, Virginia e Washington (distretto federale). Circa ogni ora, la struttura gestisce 46 000 pacchi. Insieme alla struttura di smistamento pacchi di 30 000 m², UPS gestisce anche una struttura di trasporto merci di 4 600 m².[22]

#### Hub internazionali
UPS Airlines gestisce diversi hub internazionali in tutto il mondo al di fuori di Worldport. Due sono in Nord America e uno in Europa; tre si trovano in Cina (Shanghai, Shenzhen e Hong Kong) e uno nell'aeroporto internazionale di Kuala Lumpur.
- Aeroporto Internazionale di Miami: con un'area di servizio comprendente principalmente l'America centrale e meridionale, l'hub gestisce anche i pacchetti domestici per gli Stati Uniti meridionali. La struttura di 36 000 piedi quadrati gestisce circa 6 500 pacchi ogni ora.[22]
- Aeroporto Internazionale di Hamilton-John C. Munro: situato a Mount Hope, Hamilton, in Ontario, lo hub fornisce servizi per l'intero paese del Canada. La struttura di 31 000 piedi quadrati gestisce circa 6 000 pacchi ogni ora.[22]
- Aeroporto di San Juan-Isla Verde: situato a Carolina, Porto Rico.

##### Europa
- Aeroporto di Colonia-Bonn: similmente a Worldport, lo hub di Colonia ha un'area di servizio per oltre 200 paesi; per fare ciò, molti voli noleggiati dalla compagnia partono da qui. Secondo solo a Worldport, l'hub di Colonia gestisce 190 000 pacchi all'ora nella struttura di 323 000 piedi quadrati (30 000 metri quadrati); con 76 voli medi al giorno, è il secondo hub di UPS più trafficato al mondo, in termini di voli giornalieri.[22]
- Aeroporto delle Midlands Orientali: situato a Derby, nel Regno Unito.

##### Asia
- Aeroporto di Shenzhen-Bao'an: di 960 000 piedi quadrati, è una delle strutture più grandi, destinata a smistare tutti i pacchi che viaggiano dentro e fuori l'Asia, nonché a gestire i pacchi che viaggiano all'interno dell'Asia; vengono smistati circa 18 000 pacchi l'ora.[22]
- Aeroporto di Shanghai-Pudong: analogamente alla struttura di Shenzhen, la struttura di Shanghai organizza tutti i pacchi UPS che viaggiano dentro e fuori la Cina da destinazioni in tutto il mondo; vengono smistati circa 17 000 pacchi l'ora.[22]
- Aeroporto Internazionale di Hong Kong: con un'area di servizio contenente il trasferimento di pacchi in Asia dall'Europa (e viceversa), la struttura di 45 000 piedi quadrati smista circa 4 500 pacchi l'ora.[22]

## Flotta

### Flotta attuale
A febbraio 2024 la flotta di UPS Airlines è così composta:

### Flotta storica
UPS Airlines operava in precedenza con i seguenti aeromobili:

## Incidenti
- Il 3 settembre 2010, il volo UPS Airlines 6, un Boeing 747-400F(SCD) con marche N571UP, precipitò poco dopo il decollo dall'aeroporto Internazionale di Dubai. I piloti, minuti prima dello schianto, avevano riferito di un incendio nella stiva dove erano stipate le merci. Le indagini successive permisero di appurare che le fiamme erano partite dal container contenente batterie al litio. Nessuno dei due piloti sopravvisse.[31]
- Il 14 agosto 2013, il volo UPS Airlines 1354, un Airbus A300-600R con marche N155UP, precipitò durante l'avvicinamento all'aeroporto Internazionale di Birmingham-Shuttlesworth, in Alabama, negli Stati Uniti d'America. Durante gli ultimi minuti, nei quali i piloti non riuscirono a monitorare adeguatamente l'altitudine, l'aereo scese al di sotto della minima di discesa quando la pista non era ancora in vista, provocando un volo controllato contro il suolo a circa un chilometro dalla testata. Nessuno dei due piloti sopravvisse. UPS venne accusata di concedere troppo poco riposo agli equipaggi tra un volo e l'altro.[32]